# Бичке
Би́чке (венг. Bicske) — город Венгрии. Расположен к западу от Будапешта. Административный центр Бичкеского яраша в медье Фейер.

## История
В период существования Австро-Венгрии город назывался Вичке (нем. Witschke).
После оккупации Венгрии германскими войсками в марте 1944 года с помощью венгерской администрации немцы собрали евреев Бичке в гетто в Комаром, находящемся в 50 км к северо-западу. В июне 1944 года 5000 жителей гетто были депортированы несколькими транспортами в лагерь смерти Освенцим и задушены ядовитым газом. 
Город освобождён в ходе Будапештской операции 24 декабря 1944 года частями 3-го Украинского фронта:
Утром 23 декабря советские войска заняли Секешфехервар. Ещё через несколько часов они вышли к городам Бичке, Херцегхалом и Бие, перерезав основную железнодорожную линию между Будапештом и Веной. <…> Во второй половине дня немецкие войска в Херцегхаломе и Бии прекратили сопротивление. А вечером того же дня советский 18-й танковый корпус обошел Бичке и оказался за спиной оборонявшихся…
4 января 1945 года в ходе операции «Конрад» германские войска прорвали участок обороны и продвинулись в сторону Бичке.
По воспоминаниям Б. И. Табачникаса (1924—2020) бои под Секешфехерваром и Бичке были тяжелейшими:
Не раз приходилось занимать вместе с пехотинцами круговую оборону.

## Транспорт
Через город проходит автомагистраль M1.
В городе находится железнодорожная станция и остановочный пункт Бичке-Альшо линии Будапешт — Райка, которая принадлежит Венгерским государственным железным дорогам (MÁV). Участок Херцегхалом — Райка эксплуатирует компания ГИСЕВ.